# Tristan Meister
Tristan Meister (* 14. November 1989 in Limburg an der Lahn) ist ein deutscher Dirigent und Chorleiter.

## Leben
Tristan Meister stammt aus dem Waldbrunner Ortsteil Ellar und erhielt seine erste musikalische Ausbildung in der Zeit von 1997 bis 2008 bei den Limburger Domsingknaben. Anschließend studierte er Chordirigieren bei Georg Grün, Frieder Bernius und Harald Jers sowie Orchesterdirigieren bei Klaus Arp an der Musikhochschule Mannheim.
Tristan Meister ist Gründer und musikalischer Leiter des Ensemble Vocapella Limburg, mit dem er 2014 beim Deutschen Chorwettbewerb in Weimar erster Preisträger wurde und darüber hinaus zwei Sonderpreise erhielt. Beim Internationalen Chorwettbewerb 2016 in Warna wurde der von ihm geleitete Chor ebenfalls erster Preisträger und er erhielt einen Sonderpreis für die beste dirigentische Leistung des Wettbewerbs. Konzertreisen führten ihn u. a. nach Brasilien, Argentinien, Paraguay, Portugal und Japan. 2020 war er mit dem Ensemble Vocapella zum World Symposium on Choral Music in Auckland (Neuseeland) eingeladen.
Seit 2012 legt er regelmäßig CD-Aufnahmen vor, darunter die weltweit erste Gesamteinspielung aller a-cappella-Männerchorwerke von Max Reger beim Label Rondeau Production. Er leitet darüber hinaus den Beethovenchor Ludwigshafen, den Jugendchor Hochtaunus, das Wormser Kammerensemble und gründete den Kammerchor Vox Quadrata. Seit 2019 ist er außerdem für die Knabenchöre der Singschule Cantus Juvenum Karlsruhe verantwortlich. Er ist Herausgeber mehrerer Chorbücher, regelmäßig Juror bei Wettbewerben und arbeitet als Dozent für Chordirigieren an der Pädagogischen Hochschule Karlsruhe sowie an den Musikhochschulen Mannheim und Frankfurt.

## Diskographie
- In der Ferne – Männerchöre der Romantik (2012)
- Vom Werden und Vergehen (2016) (Rondeau Production, ROP6102)
- Max Reger – Das Werk für Männerchor Vol. 1 (2016) (Rondeau Production, ROP6126)
- Max Reger – Das Werk für Männerchor Vol. 2 (2017) (Rondeau Production, ROP6127)
- Nightfall – Sacred Romantic Part Songs (2019) (Rondeau Production, ROP6180)
- Alwin Schronen – Songs for Men’s Choir (2020) (Rondeau Production, ROP6190)

## Publikationen
- Chor to Go – Das Männerchor-Buch für die Westentasche (2017) (Schott Music, ED 22900)
- Chor to Go – Das Chorbuch für die Westentasche (2018) (Schott Music, ED 22989)
- Chor together – Weihnachtslieder gemeinsam Singen in jeder Besetzung (Schott Music, ED 23197)